# Wolderwijd
Il Wolderwijd è un lago di confine nei Paesi Bassi. È separato a nordest dal Veluwemeer dalla strada N302, che collega le due sponde attraverso un ponte e un sottopasso. La costa nord-occidentale fa parte del Flevopolder nella provincia del Flevoland mentre la costa sud-orientale fa parte della provincia della Gheldria.
Il limite sud-occidentale, in cui diventa il lago Nuldernauw, non è fisicamente definito ma si trova approssimativamente dove la via d'acqua si restringe. Infatti in olandese nauw significa stretto.